# Veľký Javorník
Veľký Javorník je slovenská hora, s výškou 1072 m n. m. nejvyšší vrchol Javorníků. Nachází se na rozhraní katastrů obcí Makov a Papradno.
Leží 3 km severovýchodně od slovenské osady Podjavorník a 4 km jihovýchodně od českých Malých Karlovic, asi 600 metrů od česko-slovenské hranice, která vede po severním úbočí hory.
Z vrcholu se otvírají výhledy na údolí Váhu, vrchy Súľovských skál a Strážovských vrchů, vrcholy Javorníků, hřeben Malé Fatry a Kysucké vrchoviny, do Česka potom na Vsetínské vrchy a Moravskoslezské Beskydy.
Na severním svahu hory se nachází národní přírodní rezervace Veľký Javorník.

## Popis přístupu
Nejsnadnější přístup z české strany je z Malých Karlovic po zelené turistické značce na hřeben (4,5 km) a dále po červené hřebenovce ještě 1 km na vrchol. Další možností je přístup ze slovenské strany po žluté turistické značce.